# Ladungsartige Quantenzahl
Eine ladungsartige Quantenzahl ist eine additive Quantenzahl in der Elementarteilchenphysik die dadurch charakterisiert ist, dass sich bei der Betrachtung des Anti-Teilchens das Vorzeichen ihres Wertes ändert. Bei Mehr-Teilchen-Systemen können die Quantenzahlen in der Art einer extensiven Größe addiert werden. Zu den ladungsartigen Quantenzahlen gehören die in der Elementarteilchenphysik sehr wichtigen Flavour-Quantenzahlen. Andere Beispiele für ladungsartige Quantenzahlen sind die Ladung {\displaystyle Q} oder auch die Leptonenzahl {\displaystyle L}.

## Ladungsartige Quantenzahlen als Erhaltungsgröße
Grundsätzlich sind ladungsartige Quantenzahlen in abgeschlossenen Systemen erhalten, was nach dem Noether-Theorem aus der Forminvarianz des Systems unter einer globalen oder lokalen Symmetrietransformation hervorgeht. Das heißt, dass die Gleichungen, die das System beschreiben, bei einer Anwendung der Transformation auf alle Punkte der Raumzeit unverändert bleiben.
Die Erhaltung der ladungsartigen Quantenzahlen ist nicht der Fall, wenn die zugrundeliegende Symmetrie spontan gebrochen wird, wie zum Beispiel im Fall der elektroschwachen Wechselwirkung. So sind Flavour-Quantenzahlen nicht zwingend erhalten, da durch die schwache Wechselwirkung Prozesse möglich sind, bei denen sich der Flavour eines Teilchens ändert. 
Auch in Theorien jenseits des Standardmodells, beispielsweise in der Grand Unified Theory, die einen Protonenzerfall vorhersagt, werden die Erhaltungssätze ladungsartiger Quantenzahlen nicht mehr eingehalten.
Beispiel für die Erhaltung von ladungsartigen Quantenzahlen:
β−-Zerfall:
{\displaystyle n\rightarrow p^{+}+e^{-}+{\overline {\nu }}_{e}}
Die Leptonenzahl {\displaystyle L} bleibt hier erhalten, da für das Neutron n sowie das Proton p+ gilt {\displaystyle L=0}, für das Elektron e−, {\displaystyle L=1} und für das Anti-Elektron Neutrino {\displaystyle {\overline {\nu }}_{e}} {\displaystyle L=-1}.

## Liste ladungsartiger Quantenzahlen

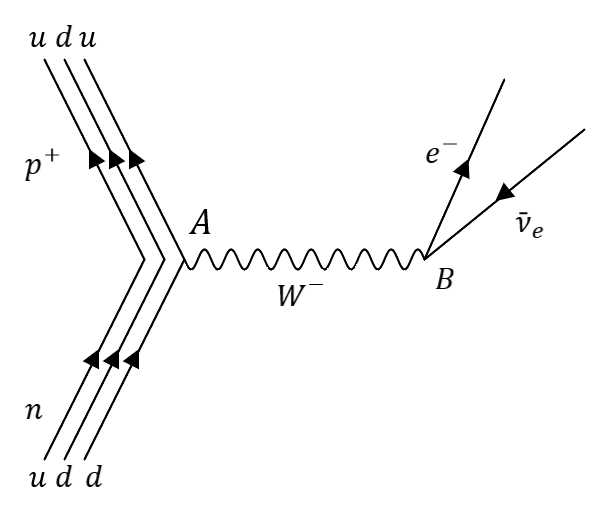
Bei diesem Feynman-Diagramm eines Beta-Minus-Zerfalls bleiben an dem Vertex A und dem Vertex B die Baryonenzahl sowie Leptonenzahl konstant, während Flavour-Quantenzahlen nicht erhalten bleiben.

| Name                                     | Formelzeichen | Berechnung |
| ---------------------------------------- | ------------- | --- |
| Ladung                                   | Q             | Viele Möglichkeiten zu der Berechnung der Ladung Q, z. B. {\displaystyle Q=I_{z}+{\frac {1}{2}}Y_{\mathrm {W} }} |
| Leptonenzahl                             | L             | {\displaystyle L=n_{\ell }-n_{\overline {\ell }}} oder {\displaystyle L=L_{e}+L_{\tau }+L_{\mu }}                |
| Baryonenzahl                             | B             | {\displaystyle B={\frac {n_{q}-n_{\overline {q}}}{3}}}                                                           |
| Differenz von Baryonen- und Leptonenzahl | B - L         | {\displaystyle B-L}                                                                                              |
| Isospin                                  | Iz (Flavour)  | {\displaystyle I_{z}={\frac {1}{2}}{\Big (}(n_{u}-n_{\bar {u}})-(n_{d}-n_{\bar {d}}){\Big )}}                    |
| Schwacher Isospin                        | Tz (Flavour)  | {\displaystyle T_{z}=Q-{\frac {1}{2}}Y_{W}} oder {\displaystyle T_{z}=Q-Y'_{W}}                                  |
| Charm                                    | C (Flavour)   | {\displaystyle C=n_{c}-n_{\overline {c}}}                                                                        |
| Strangeness                              | S (Flavour)   | {\displaystyle S=n_{\overline {s}}-n_{s}}                                                                        |
| Topness                                  | T (Flavour)   | {\displaystyle T=n_{t}-n_{\overline {t}}}                                                                        |
| Bottomness                               | B' (Flavour)  | {\displaystyle B\;'=n_{\overline {b}}-n_{b}}                                                                     |
| Hyperladung                              | Y (Flavour)   | {\displaystyle Y=B+S+C+B'+T} oder {\displaystyle Y=B+S-{\frac {C-B'+T}{3}}}                                      |
| Schwache Hyperladung                     | YW (Flavour)  | {\displaystyle Y_{W}=2(Q-T_{z})}                                                                                 |
| Farbladung                               | -             | Als solche nicht direkt definiert                                                                                |